# Nicolas II de Mecklembourg
Nicolas II (né avant 1180; et mort le 28 septembre 1225 à Gadebusch) est un prince du Mecklembourg de 1217 à 1225. Il était un fils du prince Henri Borwin Ier de Mecklembourg et Mathilde. Il est décédé à la suite d'une chute à son château de Gadebusch.